# Roberto Risso
Roberto Risso, nome d'arte di Pietro Roberto Strub (Ginevra, 22 novembre 1925 – Milano, 16 novembre 2010), è stato un attore svizzero.

## Biografia
Tutta la sua carriera di attore si è svolta in Italia. Ancora studente di architettura a Roma, esordì nel mondo del cinema con una breve apparizione nel film Il leone di Amalfi (1950) di Pietro Francisci. Una parte di maggiore impegno gli fu assegnata in Domani è un altro giorno (1951), per la regia di Léonide Moguy, in cui interpretava il ruolo di seduttore di Anna Maria Pierangeli. Grazie a un fisico aitante e alla notevole fotogenia, iniziò una proficua carriera di "fidanzato" ideale in parti leggere e sentimentali, sempre con apprezzabile disinvoltura e credibilità.

### Pane e amore

Con Gina Lollobrigida

Il successo internazionale giunse con il noto Pane, amore e fantasia (1953), e quindi con Pane, amore e gelosia (1954), entrambi diretti da Luigi Comencini. Il ruolo del carabiniere trentino Pietro Stelluti, timido, impacciato e integerrimo, innamorato di una scanzonata e spumeggiante Gina Lollobrigida, la Bersagliera, piacque particolarmente al pubblico e alla critica dell'epoca. La sua carriera proseguì in numerosi film, in cui apparve per lo più come caratterista. La sua migliore interpretazione probabilmente fu nel film Una pelliccia di visone (1956) di Glauco Pellegrini. Da citare anche il ruolo dell'incursore della marina Emilio Bianchi nel film L'affondamento della Valiant (1962).

### Il ritiro
In seguito, tuttavia, lo stereotipo del personaggio piacente ma un po' "ingessato" che gli fu continuamente proposto, lo convinse ad abbandonare il cinema verso la fine degli anni sessanta, dopo essersi dedicato per qualche tempo alla produzione. Il suo ultimo film fu Odia il prossimo tuo (1968), per la regia di Ferdinando Baldi.
Sempre nel 1968 partecipò come concorrente al gioco "delle pastarelle" contenuto all'interno del programma Rai Quelli della domenica, condotto da Paolo Villaggio. In quell'occasione dichiarò di aver lasciato il cinema per occuparsi di "confezioni d'alta moda". Riapparve nel corso degli anni settanta in alcuni fotoromanzi.
Morì a Milano il 16 novembre 2010, qualche giorno prima del suo ottantacinquesimo compleanno.

## Filmografia

In Pane amore e fantasia (1953)

- Il leone di Amalfi, regia di Pietro Francisci (1950)
- I sette nani alla riscossa, regia di Paolo W. Tamburella (1951)
- Domani è un altro giorno, regia di Léonide Moguy (1951)
- La vendetta del corsaro, regia di Primo Zeglio (1951)
- Operazione Mitra, regia di Giorgio Cristallini (1951)
- Tre storie proibite, regia di Augusto Genina (1952)
- Fanciulle di lusso, regia di Bernard Vorhaus (1952)
- La voce del sangue, regia di Pino Mercanti (1952)
- Rosalba, la fanciulla di Pompei, regia di Natale Montillo (1952)
- La figlia del diavolo, regia di Primo Zeglio (1952)
- Nessuno ha tradito, regia di Roberto Bianchi Montero (1952)
- Tormento di anime, regia di Cesare Barlacchi (1953)
- Pane, amore e fantasia, regia di Luigi Comencini (1953)
- Balocchi e profumi, regia di Natale Montillo e F.M. De Bernardi (1953)
- Donne proibite di Giuseppe Amato (1953)
- La valigia dei sogni, regia di Luigi Comencini (1953)
- I Piombi di Venezia, regia di Gian Paolo Callegari (1953)
- Sua Altezza ha detto : no!, regia di Maria Basaglia (1954)
- Pane, amore e gelosia, regia di Luigi Comencini (1954)
- Le signorine dello 04, regia di Gianni Franciolini (1954)
- Quattro donne nella notte, regia di Henri Decoin (1954)
- La moglie è uguale per tutti, regia di Giorgio Simonelli (1955)
- Il campanile d'oro, regia di Giorgio Simonelli (1955)
- La rivale, regia di Anton Giulio Majano (1955)
- Una pelliccia di visone, regia di Glauco Pellegrini (1956)
- Paris Palace Hotel, regia di Henri Verneuil (1956)
- Accadde di notte, regia di Gian Paolo Callegari (1956)
- Tuppe-tuppe, Marescià!, regia di Carlo Ludovico Bragaglia (1958)
- Ballerina e Buon Dio, regia di Antonio Leonviola (1958)
- Caterina Sforza, la Leonessa di Romagna, regia di Giorgio Walter Chili (1959)
- Olympia (A Breath of Scandal), regia di Michael Curtiz (1960)
- Fernandel, scopa e pennel (Cocagne), regia di Maurice Cloche (1961)
- Un figlio d'oggi, regia di Marino Girolami e Domenico Graziano (1961)
- L'affondamento della Valiant (The Valiant) regia di Roy Ward Baker (1962)
- Il gladiatore di Roma, regia di Mario Costa (1962)
- L'ira di Achille, regia di Marino Girolami (1962)
- La città prigioniera, regia di Joseph Anthony (1962)
- Zorro e i tre moschettieri, regia di Luigi Capuano (1963)
- D'Artagnan contro i 3 moschettieri, regia di Fulvio Tului (1963)
- Odia il prossimo tuo, regia di Ferdinando Baldi (1968)

## Varietà radiofonici Rai
- Spettacolo del mattino, condotto da Valeria Moriconi e Roberto Risso, trasmesso il 27 agosto 1956.